# 키쿠치 사야카
키쿠치 사야카(일본어: 菊池 紗矢香 きくち さやか[*])는 일본의 여성 성우. 지바현 출신. 클레어 보이스 소속. 

## 출연작

### TVA
- 2018년
  - 고블린 슬레이어 - 소치기 소녀의 모친, 모험자, 여전사

- 2019년
  - 덤벨 몇 킬로까지 들 수 있어? - 여학원 학생
  - 도메스틱 그녀 - 칸지나 리카
  - 반역성 밀리언아서 시즌 2 - 마을처녀
  - 소드 아트 온라인 앨리시제이션: War of Underworld - 여성
  - 우리는 공부를 못해 2기 - 어린이
  - 초인 고교생들은 이세계에서도 여유롭게 살아가나 봅니다! - 메이드
  - 페르소나 5 the Animation 특별편 2탄 「Stars and Ours」 - 통행인
  - BanG Dream! 2nd Season - 여자

- 2020년
  - 마녀의 여행 - 판매원
  - 마법과고교의 열등생: 내방자 편 - 진인류 프론트의 마법사, 진인류 프론트 구성원
  - 무효와 로지의 마법률상담사무소 - 아이
  - 인피니트 덴드로그램 - 마스터
  - 전익의 시그드리파 - 와타라이 소노카

- 2021년
  - 전투원, 파견합니다! - 스노우
  - 소꿉친구가 절대로 지지 않는 러브 코미디 - 펭귄
  - 슬라임을 잡으면서 300년, 모르는 사이에 레벨MAX가 되었습니다 - 나탈리
  - 이세계 피크닉 - 어린이
  - WIXOSS DIVA (A) LIVE - 여학생
  - 하얀 모래의 아쿠아톱 - 시로이 루카
  - 바니타스의 수기 - 카트린느
  - 흡혈귀는 툭하면 죽는다 - 요코타 히로시

- 2022년
  - 장난을 잘 치는 타카기 양 3 - 츠키모토 선생

### 극장판
- 2020년
  - 고블린 슬레이어: GOBLIN'S CROWN - 마을사람

### 게임
- 2018년
  - 던전에서 만남을 추구하면 안 되는 걸까 ~메모리아 프레제~

- 2019년
  - 공투 단어 RPG 코토다만 - 수정(水精)의 여왕 데킬라
  - 몬스터 스트라이크 - 코르세아 II
  - 이카루스M - 내레이션
  - 일기학원 ~진격! 당천의 마법소녀~ - 관우